# Киселёвки
Киселёвки — опустевшая деревня в Городокском районе Витебской области Белоруссии.
Находилась в 3 верстах к северо-востоку от современной деревни Гурки на реке Дубовка.

## История
Деревня отмечена на карте середины XIX века, в Списке населённых мест Витебской губернии 1906 года (стр.91 №21), на картах РККА 1930-х годов и топографической карте начала 1980-х годов.